# 신일본 필하모니 교향악단

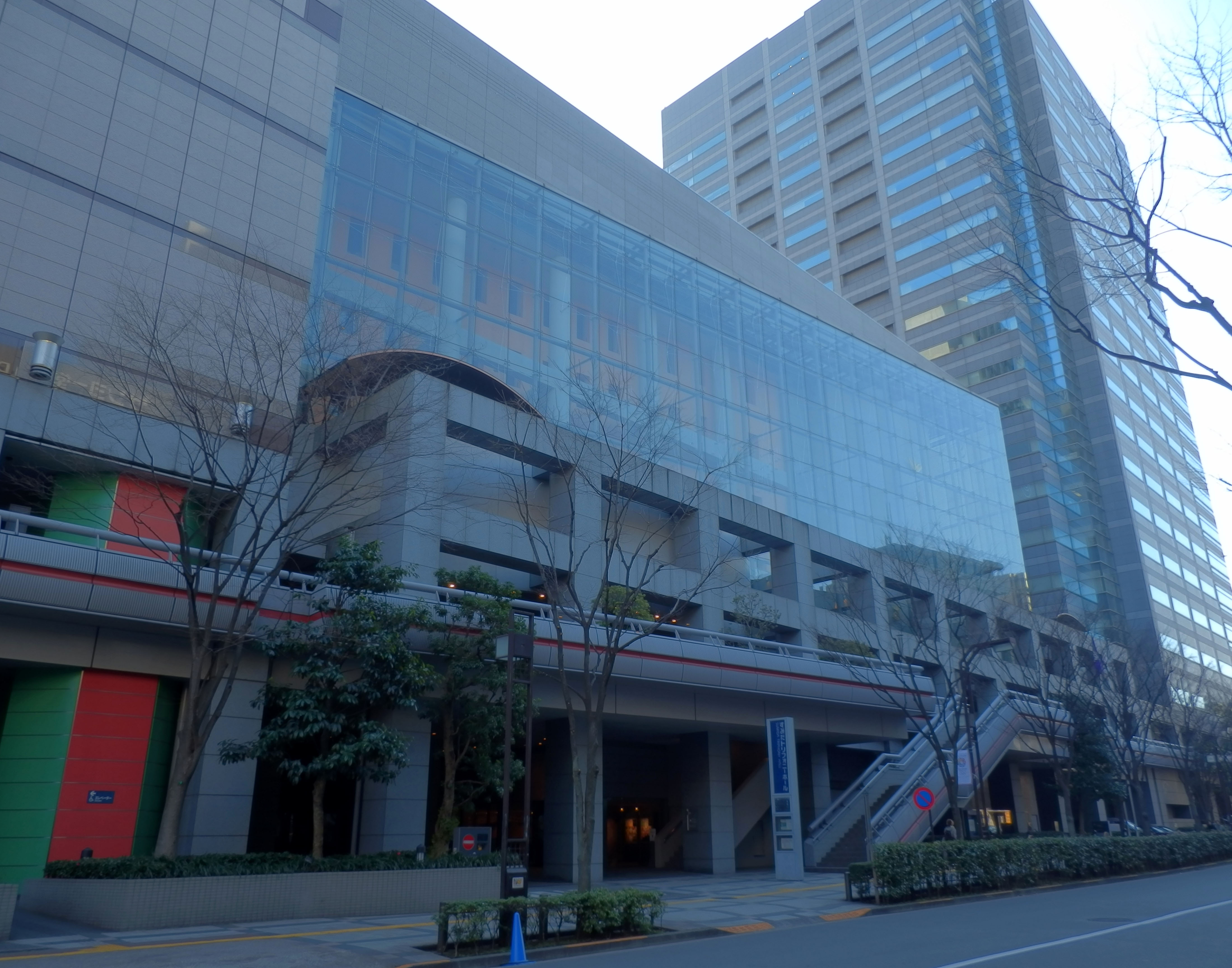

신일본 필하모니 교향악단(일본어: 新日本フィルハーモニー交響楽団, New Japan Philharmonic)은 일본의 관현악단이다. 1972년 3월 문화방송(분카 호소)과 후지 텔레비전이 재정난을 이유로 일본 필하모니 교향악단에 대한 지원을 전면 중단하자, 그 당시 악단의 수석 지휘자였던 오자와 세이지를 따르는 단원들이 퇴단함과 동시에 결성했다. 창단과 동시에 악단의 음악 감독은 자동적으로 오자와가 맡았고, 대중적인 인기를 모았던 야마모토 나오즈미와 아사히나 다카시도 악단 결성에 협력했다.
오자와는 1975년까지 음악 감독직을 유지했으나, 보스턴 교향악단 등 미국과 유럽의 악단 지휘에 치중하기 위해 사임했고 후임으로 고이즈미 가즈히로(1975-1980)와 이노우에 미치요시(1983-1988)가 차례로 음악 감독을 맡았다. 1985년에는 오자와의 지휘로 첫 유럽 순회 공연을 가졌고, 1988년에는 도쿄도의 스미다구와 일본 관현악단 최초의 프랜차이즈 계약을 체결했다. 1997년에 스미다 트리포니홀이 완공되어 악단의 상주 연습장 겸 공연장이 되었고, 동시에 재단 법인체로도 등록되었다.
1991년에는 오자와에게 명예 음악 감독직이 수여되었고, 1998년 오자와와 므스티슬라프 로스트로포비치의 지휘로 러시아 순회 공연을 하기도 했다. 오자와는 이듬해인 1999년에 계관 지휘자 호칭을 추가로 수여받았고, 2000년부터는 이노우에 미치요시와 게르하르트 보세를 수석 객원지휘자로 초빙했다. 2003년에는 오랫동안 공석이었던 음악 감독직에 독일 출신의 크리스티안 아르밍이 초빙되었고, 현재까지 재임 중이다.
창단 초기부터 아사히나 다카시의 지휘로 베토벤과 브람스의 교향곡 전곡 연주회 시리즈와 바그너의 4부작 악극 니벨룽의 반지를 일본 최초로 전곡 상연하는 등 의욕적인 활동으로 화제가 되었으며, 이외에도 오자와의 오페라 시리즈와 로스트로포비치의 쇼스타코비치 시리즈, 이노우에의 말러 교향곡 전곡 연주회 등이 유명하다.
한 달에 다른 프로그램으로 두 번씩 스미다 트리포니 홀에서 진행하는 정기 연주회인 '트리포니 시리즈 1/2' 와 월 1회 분카무라 오차드홀의 기획으로 열리는 '오차드 시리즈', 역시 월 1회씩 명곡들을 중심으로 하는 '클래식으로의 문' 시리즈 등의 기획 공연을 개최하고 있다. 이외에 실내 관현악단 시리즈, 각종 특별 연주회, 지방의 학교들을 방문하는 커뮤니티 콘서트와 미니 콘서트 등을 개최하고 있다.
일본 관현악단으로는 드물게 크로스오버 성격의 공연에 자주 참가하고 있으며, 2001년에는 바로크 메탈 기타리스트 잉베이 맘스틴과 협연해 화제가 되었다. 2004년부터는 미국의 보스턴 팝스 오케스트라나 헐리우드 보울 오케스트라를 본따 비시즌기인 여름에 팝스 콘서트 위주로 활동하는 '신일본 필하모닉 월드 드림 오케스트라'의 연주회를 연 4회씩 히사이시 조의 기획과 편곡, 지휘로 개최하고 있다.

## 같이 보기
- 일본 필하모니 교향악단